# Leslie Bannister Walton
Leslie Bannister Walton (* 1895; † 9. September 1960 in Edinburgh) war ein britischer Romanist und Hispanist.

## Leben und Werk
Walton studierte am Jesus College (Oxford) und war von 1920 bis zu seinem Tod Forbes Lecturer und Reader in Spanish und Leiter der Abteilung Spanisch an der Universität Edinburgh.

## Werke
- (Hrsg.) Leandro Fernández de Moratín, El Viejo y la niña, Manchester 1921
- (Übersetzer) Enrique Larreta, The Glory of Don Ramiro, London 1924
- Pérez Galdós and the Spanish novel of the nineteenth century, London/Toronto 1927, New York 1970
- (Hrsg.) The living thoughts of Cervantes, London 1948
- Spanish by yourself. A quick course in reading for adult beginners and others, London 1951
- (Hrsg. und Übersetzer) Baltasar Gracián, The Oracle, London 1953
- (Hrsg.) José Juan Antonio Ignacio Francisco de Borja de Cadalso, Cartas marruecas. A Selection, London 1954
- (Hrsg.) Cervantes, Don Quixote, London 1966